# Manuel Santa María
Manuel Santa María (* 1767 in Sevilla, Spanien; † 26. Juni 1811 in Chihuahua (Stadt), Mexiko) war ein spanischer Offizier, der als Gouverneur von Nuevo León amtierte. Im Mexikanischen Unabhängigkeitskrieg stellte er sich auf die Seite der Mexikaner und wurde 1811 von den Spaniern erschossen.

## Leben
Manuel Santa María kam 1767 im andalusischen Sevilla zur Welt. Als er noch ein Kind war, reiste seine Familie nach Neuspanien, wo sein Vater das Amt des Bürgermeisters (alcalde) von Taxco de Alarcón und später als Richter am Real Tribunal de la Acordada einnahm.
Manuel Santa María schlug eine Militärlaufbahn ein und trat 1784 als Kadett in das Infanterieregiment von Mexiko ein. 1795 war er zum Hauptmann aufgestiegen, Kampfeinsätze hatte er auf der Insel Hispaniola gegen die republikanischen Franzosen und gegen aufständische Sklaven. Seit 1805 diente er als Gouverneur der spanischen Provinz Nuevo León. Für seine Verdienste wurde er in den Orden von Santiago aufgenommen.
Als mit dem Grito de Dolores im September 1810 der bewaffnete Aufstand der mexikanischen Unabhängigkeitsbewegung begann, hatte Santa María den Auftrag, sich den Rebellen entgegenzustellen und die Revolte niederzuschlagen. Allerdings standen ihm zu wenige Soldaten zur Verfügung; er forderte bei General Félix María Calleja del Rey Verstärkung an, die ihm aber zunächst versagt blieb. Erschwert wurde die Situation, da sich unter den wenigen Soldaten des spanischen Heeres in Nuevo León Sympathie mit der Sache der Aufständischen verbreitete.
Als sich die Armee der Unabhängigkeitsbewegung unter Miguel Hidalgo und Ignacio Allende Ende 1810 vor den spanischen Truppen in den Norden zurückzog und San Luis Potosí erreichte, entschied sich Manuel Santa María, die Seiten zu wechseln. Die gesamte militärische und zivile Führung der Provinz ging mit ihm. Das mexikanische Heer unter dem Befehl von José Mariano Jiménez wurde mit allen Ehren in Monterrey empfangen.
Die wenigen Truppen aus Nuevo León wurden in das Heer Allendes und Hidalgos eingegliedert und machten sich auf den Weg nach Norden, um zum einen Schutz vor den herannahenden Spaniern zu finden und andererseits die Vereinigten Staaten zu bewegen, die mexikanische Seite zu unterstützen.
Am 21. März 1811 wurde Santa María gemeinsam mit den Führern der Unabhängigkeitsbewegung Ignacio Allende, José Mariano Jiménez und Juan Almada beim Dorf Acatita de Bajan von spanischen Regierungstruppen überrascht und gefangen genommen. Die Spanier brachten die Aufständischen nach Chihuahua, wo sie von einem Militärgericht wegen Hochverrats zum Tode verurteilt wurden. Am 26. Juni 1811 wurden sie auf dem Exerzierplatz von Chihuahua erschossen.